# Gela
|  | Aquest article tracta sobre el municipi sicilià. Si cerqueu el grup acadèmic de recerca, vegeu «Grup d'Estudi de Llengües Amenaçades». |

Ubicació de Gela dins la província

Gela (sicilià Gela) és un municipi de la província de Caltanissetta, a Sicília. L'any 2008 tenia 77.145 habitants. Limita amb els municipis de Butera, Mazzarino, Niscemi, Acate (RG), Caltagirone (CT) i Licata (AG).

## Administració
| Període | Identitat        | Partit |
| ------- | ---------------- | ------ |
| 2007-   | Rosario Crocetta | PD     |

## Història
Gela (en grec antic Γέλα, en llatí Gela) era una antiga ciutat grega, de les més importants de Sicília a la costa sud de l'illa, entre Agrigent i Camarina, a la desembocadura del riu Gela.
Tucídides diu que es va fundar l'any 690 aC, quaranta-quatre anys després de la fundació de Siracusa, per una colònia conjunta de cretencs i rodis dirigida per Antífem de Rodes i Èntim de Creta. Els rodis venien de Lindos i la ciutat es va dir inicialment Lindis (llatí Lindii), i amb aquest nom la va conèixer Tucídides, però amb el temps va agafar el nom del riu.
Poc es coneix de la seva història en els primers segles. Van lluitar amb els habitants nadius de l'interior segons informacions de Pausànias, i hi va haver també algunes dissensions internes, una d'elles en la que va participar Telines, ancestre de Geló I, segons Heròdot. L'any 582 aC van fundar la colònia d'Agrigent, que aviat es va fer més poderosa que la metròpoli, especialment sota el tirà Falaris.
La constitució era oligàrquica i així va seguir fins que Cleandre de Gela va assolir el poder absolut (505 aC-498 aC) en un període del que no hi ha gairebé informació, però que va transmetre a son germà Hipòcrates de Gela (498 aC-491 aC), sota el que la ciutat va tornar a agafar una espècie d'hegemonia i de prosperitat i va estendre el seu poder a una bona part de l'illa, sotmetent Leontins, Cal·lípolis i Naxos; va ocupar Zancle que va cedir als colons de Samos i va fer la guerra a Siracusa que va haver de cedir Camarina a canvi de la pau, segons Heròdot. A la mort d'Hipòcrates el va succeir Geló I que va seguir la política expansionista i el 485 aC es va apoderar de Siracusa. Geló va dirigir tots els seus esforços a engrandir la seva nova capital en detriment del seu lloc de naixença, i va fer emigrar a la meitat de la població de Gela cap a Siracusa. El seu successor Hieró I va condemnar a l'exili a molts ciutadans de Gela, però després de l'expulsió de Trasibul l'any 466 aC, els exiliats van retornar a la seva ciutat i la van repoblar, restablint la seva independència, i encara van enviar un grup de colons a Camarina que havia estat despoblada per ordre de Geló. Del 466 aC al 406 aC van ser anys de gran prosperitat per Gela i en general per Sicília i Gela va seguir la línia política que seguien gairebé totes les ciutats dòriques de l'illa i van estar al costat de Siracusa en contra de l'expedició d'Atenes (415 aC). Al mateix moment de l'arribada de Gílip al divuitè any de la Guerra del Peloponès, van enviar un cos d'exèrcit a l'inici de les hostilitats al que després de les primeres victòries van afegir 600 homes més i cinc vaixells, segons Tucídides i Diodor de Sicília.
L'any 406 aC els cartaginesos van envair l'illa i van ocupar i destruir Hímera, Selinunt i Agrigent; després de la destrucció d'Agrigent els seus habitants es van refugiar a Gela, i aquesta ciutat va demanar ajut a Dionís de Siracusa, però tot i que aquest va visitar la ciutat i va instal·lar un govern democràtic, no va prendre les mesures adients per la seva defensa. L'any 405 aC els cartaginesos es van presentar davant de la ciutat i la van assetjar. Gela no tenia una posició defensiva forta i les seves muralles no eren massa bones però els habitants van resistir un temps i van poder rebutjar el primer atac, esperant l'arribada de Dionís amb un fort exèrcit. El siracusà va atacar el camp cartaginès però va ser derrotat en un primer combat, va desistir de seguir lluitant i va aconsellar als habitant de rendir-se i abandonar sans i estalvis la ciutat. Així Gela va quedar buida i els seus habitants es van retirar a Leontins. Els cartaginesos la van ocupar, saquejar i destruir.
Poc temps després Dionís i Cartago van acordar la pau i entre els pactes es va permetre als habitants de Gela de retornar a la seva ciutat amb la condició de no restaurar les fortificacions i de pagar un tribut. Gela va complir amb el pacte però ja no va retrobar el seu antic esplendor. L'any 379 aC Gela es va proclamar lliure de la submissió a Cartago i es va unir a Dionís en l'expedició contra les ciutats occidentals de Sicília i tot i les diferents alternatives de la guerra van aconseguir romandre independents, llibertat que els va ser reconeguda pel tractat del 363 aC.
El 357 aC es va unir a Dió de Siracusa quan va desembarcar a Sicília. L'any 338 aC després de la victòria de Timoleó, Gela, que estava en una forta decadència, va ser repoblada per un grup de colons, alguns eren antics pobladors que vivien a altres llocs i altres procedents de l'illa de Ceos, segons Plutarc. Això va permetre a Gela augmentar la seva prosperitat a un nivell no gaire alt però si acceptable. Durant les guerres d'Agàtocles figura com a ciutat estat independent; quan el 311 aC Gela es va revoltar contra Agàtocles, el tirà va anar a l'illa des l'Àfrica i va ocupar la ciutat matant a quatre mil dels seus habitants; derrotat Agàtocles vora el turó d'Ecnomus, es va refugiar amb el seu exèrcit a Gela, on es va poder defensar dels cartaginesos; però l'any 309 aC els agrigentins, dirigits per Xenòdicos d'Agrigent, es van rebel·lar i van proclamar la independència de les ciutats gregues, entre elles Gela, que va ser la primera a assolir el nou estatus i a unir-se a Xenòdicos.
Com a ciutat independent va tornar a ser prospera. Res no se sap de la seva política interior d'aquells anys i quan torna a ser esmentada estava en mans de Fínties, dèspota d'Agrigent, que va fundar una nova ciutat que va anomenar Fínties a la desembocadura del riu Hímera, i per poblar-la va fer anar allí als ciutadans de Gela, i perquè no pogueren tornar va fer demolir les muralles i les cases de la part més antiga de la ciutat.
Això no va servir del tot i anys després alguns antics habitants de Gela es van establir al lloc on hi havia hagut la ciutat. Se sap que els mamertins la van devastar, però no apareix a la Primera Guerra Púnica on només s'esmenta als gelans en connexió amb la ciutat de Fínties, però després de la conquesta romana la ciutat va tornar a existir com entitat separada de segon ordre; Ciceró diu que Escipió va retornar a la ciutat les estàtues que li havien estat arrabassades per Verres; però Estrabó diu que en el seu temps estava deshabitada i l'esmenta junt amb Naxos i Cal·lípolis entre les ciutats famoses desaparegudes; però probablement no cal considerar a Estrabó en sentit literal, sinó més aviat com que era una ciutat amb molt pocs habitants, ja que Plini el Vell i Claudi Ptolemeu l'esmenten encara com a petita ciutat, però després ja no torna a aparèixer i devia acabar per despoblar-se totalment.
La seva situació ha estat objecte de controvèrsia: la moderna Alicata, a la desembocadura del riu Salso, va ser la primera ubicació proposada (es va trobar una inscripció, però es pensa que les ruïnes de la ciutat que es troba en aquest lloc corresponen a Fínties). En general s'ha admès que era a la moderna Terranova, a uns 30 km més a l'est, a la desembocadura del Fiume di Terranova. Aquesta ciutat va ser fundada per l'emperador Frederic II al segle xiii i encara es troben algunes ruïnes d'una antiga ciutat, entre elles les restes d'un temple i una part de les muralles, i a les excavacions s'han trobar nombrosos objectes (monedes, gerres...). El nom de Gela derivaria de la paraula sícula psela (fred o gelat) connectada amb la paraula llatina gelu (gel). El riu Gela era considerat un déu i apareix a les monedes de la ciutat amb cap humà amb el títol de Sosipoais. El camp de Gela (el territori) s'estenia cap a l'oest, i era molt fèrtil; produïa a més sal, que era un producte molt apreciat. El límit amb Agrigent per l'oest era el riu Hímera; cap a l'interior s'estenia uns 35 km on els itineraris encara esmenten una estació de nom Gelasium Philosophianis (actual Piazza) que es creu que marcava el límit del territori.
A la ciutat va néixer Apol·lodor de Gela, un poeta còmic (que cal no confondre a amb Apol·lodor de Caristos). Va ser el lloc de residència d'Èsquil quan el van expulsar d'Atenes, i va morir d'accident a la ciutat (456 aC) essent la seva tomba visible durant molt de temps. Pausànias diu que la ciutat tenia el seu tresor a Olímpia i esmenta algunes estàtues fetes per Dèdal que van ser a la ciutat però després van desaparèixer. Una estàtua colossal d'Apol·lo que era a la rodalia de la ciutat, se la van emportar els cartaginesos el 405 aC i la van enviar a Tir on encara hi era quan Alexandre el Gran va entrar a la ciutat.

## Persones il·lustres
- Salvatore Aldisio, alt comissari de Sicília.

## Referéncies
1. ↑  E. Zuppardo, S. Piccolo (2005), Terra Mater: Sulle sponde del Gela greco, Betania ed., Caltanissetta.
2. ↑  Smith, William (ed.). «Gela». Dictionary of Greek and Roman Geography (1854). [Consulta: 29 març 2021].